# Памятник Владимиру Великому (Севастополь)
Памятник Владимиру Великому (укр. Пам'ятник Володимиру Великому) — памятник киевскому князю Владимиру Святославичу в Севастополе.

## Описание
Монумент напоминает о крещении Руси в 988 году, последовавшим за взятием Владимиром Херсонеса Таврического и заключением союзного договора с Византийской империей. Согласно древнерусской Повести временных лет, сам князь принял крещение в Корсуни (Херсонесе), в крещальне кафедрального храма.
Памятник, изготовленный известным российским скульптором Вячеславом Клыковым, был установлен в Севастополе в 1994 году. Архитекторы прилегающей территории — А. Л. Шеффер и А. И. Баглей.
Высота памятника с постаментом составляет 5,2 метра, без постамента — 3,2 метра. Скульптура представляет собой полноростовую фигуру из бронзы, постамент выполнен из красного гранита. В левой руке князь держит щит, правая поднята вверх и указывает на крест.
На постаменте памятника имеются две надписи: спереди — «Святому равноапостольному великому князю киевскому Владимиру», сзади — «Сей памятник сооружен на средства гражданина России Алексея Ивановича Жидкова 28 июня 1993 года. Установлен на средства горожан Севастополя 28 июля 1994 года».
Первоначально памятник был установлен у входа в «Херсонес Таврический», но после общественного обсуждения был перенесён на пересечение улиц Ерошенко, Древней и Дмитрия Ульянова.